# 에어 넬슨
에어 넬슨(영어: Air Nelson)은 뉴질랜드의 지역 항공사로 총 15개 노선을 취항하고 있었다. 본사는 뉴질랜드 넬슨에 위치해 있었으며 1979년에 설립했다. 또한 사용하고 있는 허브 공항으로 오클랜드 국제공항, 웰링턴 국제공항, 크라이스트처치 국제공항이 있었다.

## 역사
에어 넬슨은 1979년에 설립되어 같은 해에 운항하기 시작했다. 1988년에 지역 항공사의 브랜드이자 에어뉴질랜드의 자회사인 에어 뉴질랜드 링크가 설립되어 사업에 참여했으며 2002년 에어 뉴질랜드가 인수했다. 2004년 10월에 기존 샤브 340 기종에서 봄바디어 대쉬 Q 300로 교체를 발표했다. 마지막으로 샤브 340 기종은 2007년 9월에 마지막 취항을 끝으로 현재는 전 기종이 퇴역했다. 2016년 8월 26일 이글 항공이 운항을 종료함으로써 모든 보유 노선과 직원들은 에어넬슨으로 합병하였다. 또한 이글 항공에서 운행하던 비치크라프트 1900D 항공기는 모두 퇴역하였다. 2019년 11월 30일 모든 노선과 항공기가 에어 뉴질랜드와 합병되면서 에어 뉴질랜드 소속으로 변경됨과 동시에 에어넬슨이라는 항공사는 역사속으로 사라졌다.

## 보유 기종
- 2019년 11월 30일 운항 중단 당시 에어넬슨은 다음과 같은 기종을 보유하고 있었으며 평균 기령은 6.8년이다.[1]

## 사진

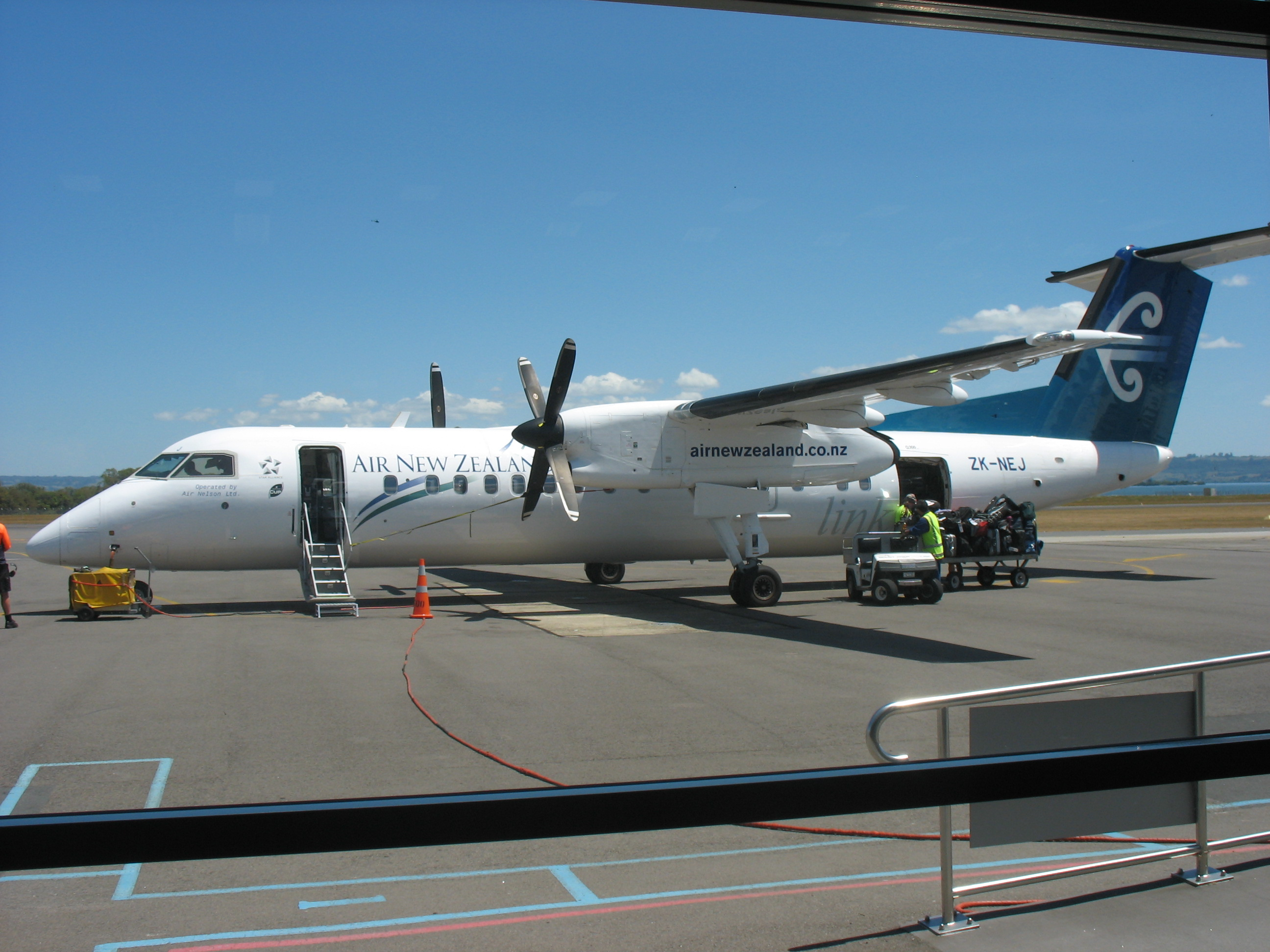
에어 넬슨 시절의 봄바디어 대쉬 Q 300